# Bembidion semistriatum
Bembidion semistriatum är en skalbaggsart som beskrevs av Samuel Stehman Haldeman. Bembidion semistriatum ingår i släktet Bembidion och familjen jordlöpare. Inga underarter finns listade i Catalogue of Life.

## Bildgalleri

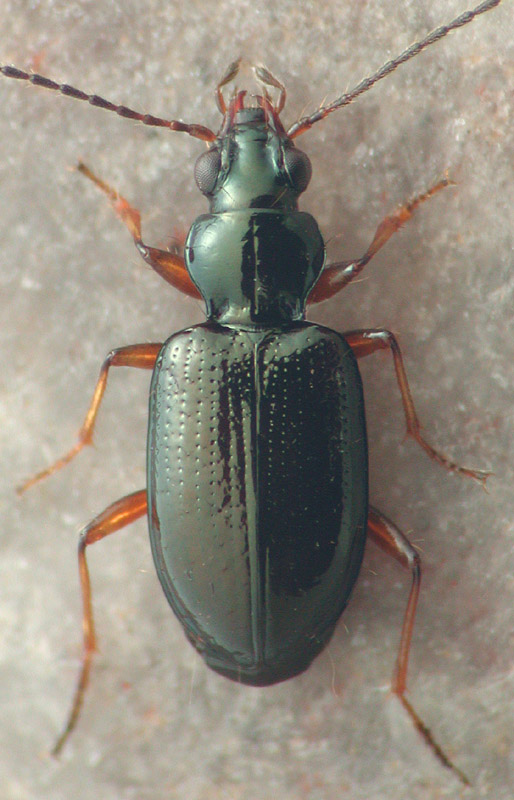